# Eberhard Großer
Eberhard Großer, auch Walter Großer (* 3. Februar 1922) ist ein ehemaliger deutscher Fußballtorwart, der 1951/52 für den SV Vorwärts Leipzig in der DDR-Oberliga, der höchsten Spielklasse im DDR-Fußball, aktiv war.

## Sportliche Laufbahn
Zu den Gründungsmannschaften der zweitklassigen DDR-Liga gehörte in der Saison 1950/51 die Betriebssportgemeinschaft (BSG) Fewa Chemnitz. Im Kader stand der 28-jährige Torwart Eberhard Großer, der im Laufe der Spielzeit in neun von achtzehn Punktspielen eingesetzt wurde. Nachdem er zu Beginn der Saison 1951/52 ein DDR-Liga-Spiel für die Chemnitzer bestritten hatte, wechselte er als Ersatztorwart hinter Walter Vogelsang zum DDR-Oberligisten Sportvereinigung Vorwärts Leipzig. Großer blieb dort nur für eine Spielzeit, in der er 16 Punktspiele bestritt, und kehrte anschließend zu seiner bisherige Mannschaft nach Chemnitz zurück, die nun als BSG Chemie auftrat. Dort war inzwischen Erich Haake Stammtorwart geworden, sodass sich Großer weiter mit der Stellvertreterrolle begnügen musste. Er kam nur sechsmal in Punktspielen zum Einsatz. Als der BSG Chemie 1953/54 der Aufstieg in die DDR-Oberliga gelang, war Großer daran nur mit einem Einsatz beteiligt. Er verließ anschließend die BSG Chemie und wechselte zum DDR-Liga Aufsteiger BSG Motor West Karl-Marx-Stadt. Dort konnte er sich als Stammtorwart durchsetzen und bestritt 22 der 26 Punktspiele. Am Saisonende musste die BSG Motor absteigen. Großer war inzwischen 32 Jahre alt und kehrte nicht mehr in den höherklassigen Fußball zurück.